# 천호동
천호동(千戶洞)은 대한민국 서울특별시 강동구에 위치한 행정동이다.

## 개요와 역사
2017년 현재 강동구 제일의 번화, 주거지로서 발전한 동으로써 굽은다리가 있는 곡교리로 불리었다가 후에 오랜 마을이 많았던 동네라 불리게 되면서 즈믄개의 문짝집이라는 뜻의 천호(千戶)라 불리게 되었다고 전한다. 다만 풍수지리에 기반하였다거나 하칭이었다거나 하는 이설들도 많다.
백제시대에는 풍납토성(북위례성)의 동북쪽에 위치한 높낮은 언덕과 구릉이었으며 한강을 끼고 있어 농사와 수렵이 용이해 일찍이 마을이 형성되기 시작했다. 사성을 축조하여 고구려와 말갈의 침략으로부터 풍납토성의 동북쪽을 지키는 방어선으로 쓰이기 시작하였으며 한강의 범람으로부터도 비교적 안전한 지역으로서 마을이 형성되기 좋은 환경이었다.
고려 ~ 조선시대에는 경기도 광주군 구천면의 한 나루터 마을로서 암사동과 인접하여 발전하게 되며 당말, 토말, 굽은다리 등 자연마을이 이 언덕과 구릉위에 형성되어 한양과 수운이 오가는 나루터와 말을 갈아탈 수 있는 역참이 발달하고, 일대 농작물 생산이 용이하여 도읍과 가까운 마을로 발전되었다. (조선시대 한양의 5개 나루터는 송파진, 양화진, 광진, 마포진, 노량진이었다.)
1902년 대한제국이 우정국 주소사업으로 당말, 벽동말, 차재말, 별북망대 등 마을을 광주군 구천면 곡교리(曲橋里)로 합쳤다. 1936년 일제가 한강 근처 양진나루(지금의 광장동)와 광진나루(지금의 천호동)를 잇는 다리를 건설함으로써, "한강철교"와 "한강대교" 다음 "광진교"라 명명했다. 이후 현대식 도로인 구천면로를 설치하게 되어 천호동은 이 당시 서울 남쪽에서 가장 발전하기에 이른다.
1963년 1월 1일 서울특별시의 행정구역 확장에 따라 서울특별시 성동구에 편입되면서 천호동으로 바뀌었고, 1975년 10월 1일 성동구에서 분리된 강남구에 편입되었으며, 1979년 10월 1일 강남구에서 분리된 강동구에 편입되었다.
1970년대 행정동은 천호1동, 천호2동, 천호3동, 천호4동으로 분할 관리하였으나 이후 2005년 이후 천호4동을 2동과 3동으로 분할 편입함으로써 현재는 3개의 행정동으로 분할되어 있으며, 현재까지 강동구 지역에서 제일 인구, 유동인구가 많은 번화한 지역으로 발전한다.

## 지명 유래
천호동(千戶洞)의 이름이 얻어지기까지 천호동의 역사적 지리로써는 삼국시대때 백제의 초기도읍지로 추정되는 풍납토성 동북방향의 지역으로서 풍납토성 동북쪽~ 고덕산 사이에 이르는 지역이 바로 지금의 천호동 지역인데, 과거 해발 40~70m 산들이 위치해 백제 초기도읍 북쪽지역의 방어, 이후 조선시대에 이르기까지 한강의 범람으로부터 서민들을 지키는 지역마을으로써 쓰였던것으로 추정된다. 고려, 조선시대 때에는 수운의 길목으로써 강원 충청의 좌로수참을 주관하는 요충지였고, 한양과 광주를 잇던 도진촌락(道津村落)으로 자연발생하기 시작했다.
- 1. 고려, 조선시대 고유지명설(故有地名-說): 일설로는 이 일대가 번화해 조선시대 만 가구를 다루고 관리하는 군대 계급: 만호(萬戶)가 있었듯이 그 만호 계급 아래 천가구를 관리하던 천호(千戶)정도의 가구가 사는 마을이어서 그리 불리게 되었다고도 전한다. 그러나 조선시대때 이미 구천면 곡교리(龜川面 曲橋里)라는 지명이 있었으므로 이 설은 믿기 어려우나 천호리(千戶里) 라는 이름이 구천-곡교(龜川-曲橋)이라는 한자보다 쓰기 편해 그리 혼용되었다고 전한다.

- 2. 하칭설(下稱說): 일제강점기 때 1934년 8월에 광진교를 착공하게 되는데 이는 한강에서 두 번째 교량이었고, 서울과 경기도 광주를 잇는 다리가 만들어진다. 1936년 10월에 압록강다리 다음으로 길고 멋진 철제 다리를 완공하게 되었는데 도시설계와 토지측량을 들어간 일제의 의해 도로설계가 실시됨으로써 우연하게도 이곳의 지명이 도쿄시 가토구 가메이(東京市 江東区 亀戶)와 한자명이 같은 이유로 혼동을 피하기 위해 구천(龜川)/곡교(曲橋)라는 이름이 사라지고 천호(千戶)라 하칭(下稱)하였으리라는 것이 유력설이다. 한간에서는 구천이라는 이름이 일본인 성씨와 같아 바꾸게 한 것은 아닌가 추측하기도 한다.

- 3. 구청에서는 광진교 준공식 때 주민대표로 뽑힌 고분다리(曲橋里)에 사는 최씨 노인이 준공식을 마치고 천호동 뒷산 북망지(北望地)에 올라가 광진교를 가득 메우고 건너오는 인파를 보고 “앞으로 이곳에 집이 천호(千戶)가 더 들어설 것이다.”라고 예언하였다는 일화가 천호동으로 개명하게 된 사연이라고도 말하지만 확실치 않다.

- 4. 1960년대 초 역사학자가 한간의 설에 천호동의 토성이 있었던 일대를 백제 초기도읍지 풍납토성의 동북측 뱀성(사성)으로 보았고,“남부여 백제의 영향을 받은 일본 나라시대의 한 성 마을의 양식과 보초소동과 함께 사람이 사는 집이 함께있는 성마을 모습이 혼재되어 있어 이를 본따 1000개의 문짝집, 천호라 지었다”는 설이 있다.[출처 필요] 아이가 넘을 만한 작은 산이라고 일컬어지는 아재 또는 강서아재 (서쪽강에 아차산)와 강동아재 (일자산과 작은 언덕들) 라는 말이 강동의 어원이 되었다. 이로써 경기도 광주 사람들은 서울가는 길의 작은 2아재를 지나쳐야한다고 말했는데 그것이 바로 서아재와 동아재(지금의 천호동 북망지언덕 - 천호동 동아아파트 자리로 추정 - 고덕산(고지봉) - 일자산) 가 있다고 말했다. 지금의 암사동토성이 사라진 프라이어팰리스 아파트 -> 당말 -> 강동역 -> 천호역뒤 성내뒷길이다. 지금은 한강이 W 모양을 그리지만 오래전의 강동구 근처의 한강은 두갈래로 흘러 하나는 서쪽으로 하나는 남쪽인 석촌호수쪽에서 탄천까지 흘러들었으므로 강동과 강서의 구분이 명확했다.

## 옛지명
- 고분다리(曲橋里) :   옛날에 구부러진 다리가 있던 마을이라서 곡교리라고도 불린다. 여러 마을 한가운데 놓여져있어 가운뎃말이라고도 일컬어졌으며 이곳으로부터 시장이 번화했으며 조선시대부터 역참이 있고, 면치가 있던 작은 장터였다. (고분다리 시장~ 천호동시장길) 한자로 곡교리(曲橋里)라고 표기 하고 있으니 표준어로 굽은다리가 된 것이다. 명일동에서 흘러오는 개천(봐지개울) 사이에 고분다리마을과 벽동마을을 잇는 다리라 하여 붙여진 이름으로 추정된다. 지금은 개천이 흐르는 곳에 지하철 5호선이 신설되면서 ‘굽은다리역’이 생겼다. 그래서 ‘고분다리’와 ‘굽은다리’는 더욱 헷갈리게되었다. 정확히는 천호동 250번지로부터 지금의 굽은다리길 일대를 말한다. 혹자는 ‘고분(古墳)이 있는 마을(다리)’로 해석하지만 아직까지 이곳에서 고분이 발견되지 않았다.

- 갯갓말 : 다니는 언덕길이 경사가 심하여 비탈길이라 하고 이름이 갯갓말, 혹은 까까-말 개-깐말이라 하였다.

- 당말 : 고분다리 시장 뒤 언덕 마을. 신당이 있으므로 당마을 또는 당촌(堂村)이라 한다.

지금의 감탄사 일대이다.
- 사택말 (사택길, 촌) : 지금의 한신아파트와 동아아파트 사이에 있던 네개의 못(四澤) 옆 마을을 일컬어 사택촌이라고 하였다 (구 암사시장 입구 뒤)

- 차재말 : 배를 타기전 수레(차)가 물건을 싣거나 내려놓았다 - 차재(車載)하는 언덕마을이라는 뜻이다. 위치는 정확하지는 않으나 지금의 성덕여상부근으로 추정된다.

- 벽동말 : 벽오동나무가 있어서 벽동마을 또는 벽동촌(碧桐村)이라 불리었다. 지금은 마을 제례도 지내고 서낭당나무도 있었다고 한다. (지금의 천호1동 사무소 부근)

- 은호대 : 오래전 조선시대때 포졸이 지키던 숨겨진 소초 은호(隱護)가 있었던 뜰이라 전하며 붙여진 이름이다. 위치는 모르지만 지금의 계광빌라~용주빌라(천일초등학교 옆 언덕)으로 추정된다.

- 토말 : 천호삼성아파트 동쪽부근에 있었던 마을로 추정. 지금도 계단으로 복잡하다.

- 십자성 마을 : 1970년대 박정희 정권이 조성한마을, 월남전 파병을 다녀온 군인들의 노고를 치하, 그들의 거주권을 위하여 벽동마을(천호동)과 원터골(명일동) 사이 남측 벌판에 마을을 조성, 이 이름을 동남아시아의 상징이자, 월남(베트남)에서 비추이는 별인, 남십자성을 보고온 군인의 마을이라 하여 "십자성 마을" 이라지었다.

- 천사 마을 : 1970년대 이후 파이롯트공장도 설립이되고 뚝방이 생김에 따라 기존 한강 배후 습지에 주거지가 형성이 된다. 이후 1990년 주민자치일환으로 이름을 지어 천호4동의 마을이며, 축약음이 천사와 같은 이름이라 하여  "천사 마을(天使-)" 이라 지었다. (지금 천호제일교회~강동 초등학교 일원)

- 장미 마을 : 1980대 이후 한강안쪽 뚝방이 생기면서 천호2동 주민자치의 일환으로 골목에 장미꽃길과 보조대를 설치하여 일대를 장미마을이라고 부르게 되었다.

- 금은물 : 당말아래 , 동신중학교 부근으로 추정, 물이 흐른 작은 개울, 실개천로 추정한다.

- 봐지개울 : 천호동과 명일동 사이에서 흐르던 개울, 성내천으로 흘러들어갔던 지류중에 하나다.

- 토산개울 : 지금의 우성아파트 근처의 작은 개울 , 흙산개울이라고도 한다. 한강백사장을 지나 바로 유입이 되었다고 한다. 지금은 덮어져 있으며 천호2동 사이로 흐른 개천이다.

- 기와집골 : 마을에서 보기드문 귀한 기와집이 족고개 지나 웃길나들이 골짜기에 있어서 이곳을 기와죽골 또는 개죽골이라 불렀다. 오늘날 천일초등학교 북쪽이다.

- 족고개 : 광나루로 한양 나들이 갈때 넘어야 하는 곳으로 불리었으며 지금의 부성한약국 위쪽고개를 말한다.

- 감골 : 감나무가 많았던 곳이라 하여 붙여진 이름이다. 지금의 우성아파트 서쪽 근처 동그란 환형의 마을과 언덕사이길이다.

- 대추골 : 우성아파트 북동쪽 내리막길에 있다.

- 당산재 : 당말 남측의 중간고개.

- 구름고개 : 동신중학교 옆 구름이 모이는 고개라 하여 붙여진 이름

- 미나리깡 : (사택골 옆) 미나리밭이라하여 미나리깡이라 불리었다.

- 왜골 - 지금의 주홍빌딩 안쪽 고개인데 일제강점기에 일본인들이 자주 넘는다 하여 "왜고개" 라고도 했다.(천호중 북서쪽)

- 천호동 문구거리: 과거 너른나루(광진)의 기록소 터가 있어, 이를 기록하기 위해 먹, 종이 등의 물품을 대는 곳이 있었다고 한다. 이 일대의 동네는 한강의 범람이 심하여 유실되었고 이후 1980년대 서울의 유서깊은 창신동 문구거리가 포화상태에 이르자 서울시에서 이를 과거 소규모의 문방사우가 있던 천호동쪽 (한강 범람을 막는 둑방조성 )으로 이전할 계획을 세움으로서 이에 천호동 문구거리가 조성된다.

- 광나루: 일명 너른나루 또는 광진. 현재 광진교가 있는 지점에서 암사동에 이르는 일대의 명칭으로서, 남쪽 선착장을 광나루, 북쪽 선착장을 양나루라고 불렀었다. 고려, 조선시대부터 나루터로 번화하였으며 이후 건너편의 북쪽 나루터까지 모두 통틀어 광나루지구라고도 부르게 되었다. 깨끗한 백사장이 있어 1960년대까지 강수욕과 뱃놀이의 유원지로 성황을 이루었다.

- 구천면길 : 조선시대에 말길로 추정되며, 과거의 광진나루(광진교)~ 명일동~ 하남~ 북 광주군으로 가던 옛길이다. 일제시대에 천호동 방향으로 도로개설공사가 이루어졌다.

- 북망대(北望臺) : 천호동 뒷산, 동아재의 가장 높은 곳이었다. 산 위에 북망지가 있어서 임금이 계시는 곳을 향해 절을 올렸다. 혹자는 지금의 천호성당 위쪽으로 말하는데 조선 중기때 정엽이 벼슬을 버리고 산 아래 집에 살면서 삭망이 되면 산에 올라 북궐예(북쪽 궁궐을 바라보며 임금께 예를 올렸다)를 올렸다 하여 이곳을 북망대 또는 북망산이라 고도 불렀다고 한다.

- 사성(蛇城): 동아재라고도 불리며, 풍납토성 북쪽에서부터 - 성내뒷길 - 금은물 언덕 - 당산재 - 북망지 - 미나리깡골 - 감골언덕 - 암사동 토성 -  암사지정 - 고덕산(고지봉) - 방축촌 - 일자산 - 초이리 언덕 - 풍산동 언덕  - 창모루 - 숭산 (검단산)까지 이르는 거대한 한성백제의 방어지역으로 추정되는 명칭이다.

## 행정 구역
| 법정동 | 행정동    |
| ------ | --------- |
| 천호동 | 천호제1동 |
| 천호동 | 천호제2동 |
| 천호동 | 천호제3동 |

## 주요 시설
- 근접공원 : 생태공원

- - 천호동 공원
  - 샛마을 근린공원
  - 천호 어린이공원

- 역사 : 선사유적지 사성 천호동 토성

## 문화
- E마트 강
- 현대백화점 천호
- 홈플러스 강동
- 천호 CGV
- 롯데시네마 강동
- 천일 어린이 전용도서관
- 천호동 공원
- 천호동 성당
- 천호시장 - 고분다리 시장 - 광영 시장
- 천호동 로데오거리
- 해공도서관

## 교통
- ● 수도권 전철 5호선
  - 천호역 - 강동역
- ● 수도권 전철 8호선
  - 천호역

## 교육
- 성덕중학교
- 성덕고등학교 (구 성덕여자상고 - 구 강동공고)
- 천호중학교
- 천일중학교
- 동신중학교
- 서울천일초등학교
- 서울강동초등학교
- 서울천호초등학교
- 서울신암초등학교
- 서울천동초등학교

## 같이 보기
- 대한민국의 행정 구역